# Saga Jomsvikinga

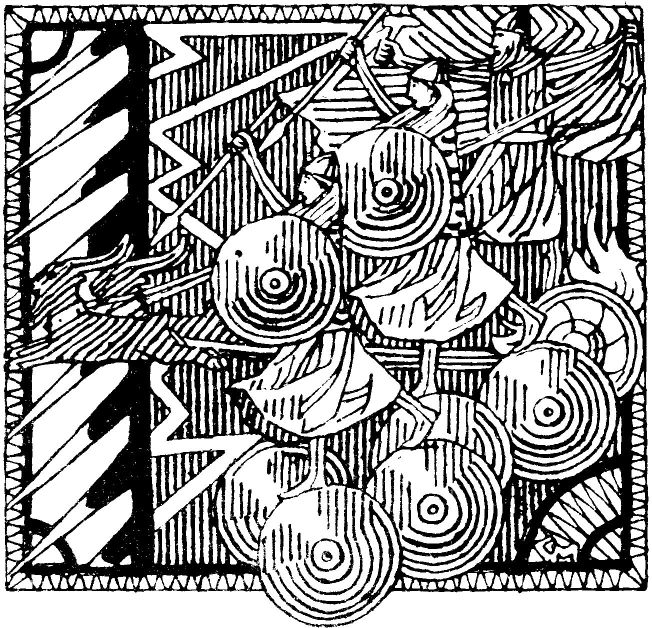
"Storm in Hjørungavåg" de Gerhard Munthe

La Saga Jomsvikinga relata la fundación de Jomsborg por Palnatoke y la mítica hermandad de mercenarios vikingos de los Jomsvikings.
La saga narra la derrota en la batalla de Hjörungavágr en 986, cuando Sigvaldi Strut-Haraldsson llevó a los jomsvikings a Noruega para deponer al jarl de Lade Håkon Sigurdsson. También aparece un ejemplo detallado de heitstrenging (juramento vikingo).
Una de las versiones mejor conservadas y más notables está clasificada como AM 291 4.º (c. 1275 - 1300).